# Rotten Island
Rotten Island (en irlandais : An tOileán Bréan) est une petite île de la baie de Donegal face au port de Killybegs dans le comté de Donegal.
Le phare de Rotten Island y a été établi en 1838 et il est géré par les Commissioners of Irish Lights (CIL).